# 昌平镇
昌平镇是中华人民共和国北京市昌平区已经被撤销的一个镇，位于区域中部。1990年前曾是原昌平县城（现官方称为“昌平城区”）所在地。

## 历史
明朝景泰元年（1450），朝廷为加强对皇陵的守备，于春正月辛巳（1450年1月18日）在昌平县天寿山以南筑永安城。景泰三年（1452年），昌平县治所迁至永安城。后因陵卫增多，又在城南筑一城相连。至嘉靖年间，朝廷在北部边境沿长城防线设立军事重镇，其中以永安城为基础设昌平镇，其总兵也驻于此。
1953年6月，昌平县实行区、乡、村三级行政区划体制，但昌平镇直隶于昌平县，未做变更。
1956年昌平第一次撤县设区后，于8月在全区实行乡镇合并，成立昌平镇乡。
1958年，昌平区开始进行人民公社化运动。9月6日，昌平镇划归十三陵人民公社。
1959年11月，中共昌平区委调整各人民公社规模，从十三陵人民公社中分出含昌平镇在内的城关人民公社。
1982年，昌平县撤销人民公社并恢复乡镇区划，成立昌平镇。
1990年6月26日，北京市政府决定将昌平镇的县城部分（东至南邵乡，南至昌平镇，西至昌平镇，北至十三陵）分设为城区镇（今昌平区城北街道），昌平镇辖域缩为互不相连的西、南两部分。
1999年昌平第二次撤县设区后，于10月撤销昌平镇，成立昌平区城南街道，以原昌平镇辖域为管辖范围。